# Clube União Esportivo São José
O Clube União Esportivo São José é um clube de futebol feminino de São José dos Pinhais, cidade da região metropolitana de Curitiba.
O São José é tricampeão paranaense, razão pela qual foi indicado pela Federação Paranaense de Futebol como representante do estado do Paraná na Copa do Brasil de Futebol Feminino de 2007. O clube foi eliminado na quarta fase da competição organizada pela CBF.